# Bonet
Il bonèt (AFI [bʊˈnɛt] o [bʊˈnæt]) è un dolce tradizionale tipico del Piemonte, a base di uova, zucchero, latte, cacao, amaretti secchi e liquore (solitamente rum). Nasce agli inizi dell'Ottocento dalla specifica rielaborazione e dall'evoluzione locale di preparazioni preesistenti e diffuse nelle cucine borghesi e nobili italiane ed europee.

## Storia
Nel ricettario anonimo di ambito sud-piemontese Polizia e cucina redatto nel primo decennio dell'Ottocento (edizione a cura dell'Ordine dei Cavalieri del Tartufo e dei vini di Alba, Torino 1984) si ritrova una delle più precoci attestazioni del dolce, all'epoca ancora considerato "pietanza di magro fredda" da utilizzarsi per "tramesso" o entremet e non per il fine pasto. La ricetta prevede due libbre di latte (circa 8 dl) sei tuorli d'uovo, sei cucchiai di zucchero, cioccolato fuso, mandorla amara e facoltativamente caffè. Sbattuti gli ingredienti, si fanno cuocere in casseruola a fuoco diretto e dolce, sempre mescolando, fino alla consistenza cremosa; la cremma così ottenuta viene versata sul piatto da portata e lasciata raffreddare in luogo fresco in modo da assumere la consistenza di un flan (Polizia e cucina, ricetta n° 239). Nel 1846 Francesco Chapusot, cuoco dell'ambasciatore inglese a Torino, rende più elegante la vecchia ricetta prescrivendone la più raffinata cottura a bagnomaria e "in timballo" entro uno stampo foderato con zucchero caramellato; pur considerandola "Crema alla caramella a Bagno-Maria", Chapusot consiglia di "allegrarla" con "caffè, cioccolato, e anche con liquore". Anche il contemporaneo Giovanni Vialardi, capocuoco e capo pasticciere della corte reale di Torino, nel 1854 dà la sua ricetta di "Crema rappresa al Bagno di Maria al cioccolato" fornendone anche una variante al caffè e un'altra alle nocciole. Verso la fine dell'Ottocento la ricetta si stabilizza definitivamente nella versione attuale, prevedendo oltre al latte, alle uova e al cioccolato anche amaretti pestati, rum da pasticceria e facoltativamente caffè. In parallelo anche Pellegrino Artusi fornisce la ricetta del suo "Budino di cioccolata", che però prevede la sola aggiunta di pochi savoiardi sminuzzati  dimostrando così la specificità e la regionalità del bonèt. Seguendo il processo che caratterizza profondamente la gastronomia "tipica" piemontese, anche il bonèt nel corso dell'Ottocento, partendo dalle cucine aristocratiche e ricche si diffonde dapprima nelle cucine borghesi per approdare capillarmente in quelle contadine tra la fine del secolo e l'inizio del successivo, dove da semplice entremet diventa il dessert delle occasioni straordinarie; la diffusione parte da Torino e privilegia inizialmente le Langhe, l'Astesana e il Monferrato, da dove provengono le numerose schiere di ragazze a servizio nelle cucine delle famiglie ricche sia della capitale sabauda sia dei centri urbani viciniori. Dopo gli anni di lavoro necessari a pagarsi il corredo, le ragazze tornano ai propri villaggi e alle proprie famiglie portandosi in dote abilità e saperi culinari che vengono messi a disposizione per le esigenze festive e gastronomicamente rappresentative dell'intera comunità rurale (festa patronale, festa di leva, matrimoni ecc.). A partire dagli anni Trenta del Novecento la diffusione e la notorietà del bonèt piemontese sono merito soprattutto dei ristoranti delle Langhe, che in quel periodo definiscono e impongono definitivamente i caratteri che ancora oggi sono alla base della gastronomia tipica piemontese.

## Etimologia del nome
Il nome deriva dallo stampo utilizzato per la sua preparazione, che nel gergo tecnico dei cuochi piemontesi già nel XVIII è chiamato bonèt (italianizzato in "berrettino") perché simile a un omonimo copricapo di forma tronco-conica. Nel 1783 il Vocabolario piemontese del medico Maurizio Pipino afferma: "Bonèt: berretta. Dicesi pure di vaso di rame a foggia di berretta a uso di pasticceria". L'ipotesi che il nome richiamasse il cappello perché il dolce veniva servito alla fine del pasto quando era il momento di indossarlo per andarsene è priva di fondamento, anche perché il bonèt era un copricapo di uso domestico utilizzato dagli anziani o in alternativa una berretta da lavoro tipica di contadini e operai.

## Preparazione e varianti
Il bonèt viene preparato e cucinato con la medesima tecnica che si usa per i dolci della famiglia delle crème caramel, diffusi in tutta Europa. 
Si sbattono insieme a freddo uova, latte, zucchero, amaretti, rum ed eventualmente cacao. Si pone sul fuoco lo stampo in cui il budino andrà cotto, vi si versa dentro dello zucchero che si farà caramellare coprendo fondo e pareti. Si travasa il composto di latte e uova nello stampo e si cuoce a bagnomaria fino a che si sia rappreso. Si lascia quindi freddare, dal momento che il dolce si gusta rigorosamente freddo.
La ricetta può subire, a seconda delle zone del Piemonte, alcune variazioni. Infatti, si possono aggiungere delle nocciole del tipo tonda gentile delle Langhe, del caffè oppure il cognac al posto del rum. 
Una variante del bonèt molto diffusa tra le famiglie contadine delle Langhe prevede l'uso del Fernet al posto dell'originario rum da pasticceria: si tratta di una variante che ha precise ragioni storiche. A partire dal 1835 una serie di epidemie di colera funestò il Piemonte fino al 1893, colpendo con particolare virulenza le campagne delle Langhe, dove l'approvvigionamento idrico era quasi totalmente basato sui pozzi di acqua piovana non di rado captata direttamente dal suolo dei cortili e delle strade. Dopo il 1860 si affermò la credenza che l'aggiunta di qualche goccia di liquore Fernet, già prodotto da distillerie milanesi e torinesi, fosse un metodo efficace per sterilizzare l'acqua e renderla potabile e sicura. Ciò ne comportò una capillare diffusione anche nelle famiglie contadine delle Langhe più povere, dove l'uso profilattico/preventivo ne giustificava la spesa, e dove la bottiglia di Fernet divenne l'unico superalcolico presente nelle loro dispense; al punto da poter essere usato, con molta parsimonia, anche per la preparazione del bonèt al posto di altri liquori che si sarebbero dovuti necessariamente acquistare a parte. Nel 1893 l'Università di Pavia dimostrò l'inefficacia del Fernet per la prevenzione anti-colerosa, ma ciò non gli fece perdere l'aura di "medicinale" a largo spettro, che ad esempio "guarisce le febbri intermittenti, il mal di capo, capogiri, mali nervosi, mal di fegato, spleen, mal di mare, nausee in genere..." (pubblicità Fernet Branca in "Monitore Industriale Italiano", 15 ottobre 1877). Presso le famiglie contadine di Langa il suo successo continuò a lungo, e a lungo continuò ad essere l'unico liquore di famiglia, diventando ingrediente specifico per la preparazione del bonèt.

## Curiosità
Il bonet, tipico dolce al cucchiaio piemontese a base di amaretti, cacao e liquore, era considerato uno dei preferiti da Napoleone Bonaparte durante le sue campagne in Italia. Si racconta che il suo gusto ricco e avvolgente, unito alla consistenza vellutata e alla nota alcolica, fosse particolarmente gradito all’imperatore, che apprezzava la cucina locale per la sua capacità di unire semplicità e intensità di sapori. Inoltre, la presenza degli amaretti – dolcetti molto diffusi all’epoca – e del rum, rendeva il bonet un dolce raffinato ma accessibile, perfetto per conquistare anche i palati più esigenti come quello di Napoleone.